# چیما دا لاگ
چیما دا لاگ (به لاتین: Cima da Lägh) یک کوه در سوئیس است که در کانتون گراوبوندن واقع شده‌است. چیما دا لاگ ۳٬۰۸۳ متر بالاتر از سطح دریا واقع شده‌است.